# Área de protección de flora y fauna Nevado de Toluca
El área de protección de flora y fauna Nevado de Toluca es un área natural protegida de México que quiere preservar un espacio natural ubicado en las faldas del Nevado de Toluca. Comprende una superficie de 46 784 ha. Esta área de protección anteriormente era un parque nacional establecido el 25 de enero de 1936 mediante un decreto expedido por el entonces presidente de México, Lázaro Cárdenas del Río. El 26 de septiembre de 2013 el presidente de México, Enrique Peña Nieto, publicó un decreto por el cual se modificó su estatus al de área de protección de flora y fauna.

## Ubicación geográfica
El Nevado de Toluca se encuentra en el Estado de México, en el Valle de Toluca.  Se localiza a 22 km al suroeste de la capital estatal, Toluca de Lerdo.

## Flora y fauna
De acuerdo al Sistema Nacional de Información sobre Biodiversidad de la Comisión Nacional para el Conocimiento y Uso de la Biodiversidad (CONABIO) en el Área de Protección de Flora y Fauna Nevado de Toluca habitan más de 1,380 especies de plantas y animales de las cuales 62 se encuentra dentro de alguna categoría de riesgo de la Norma Oficial Mexicana NOM-059  y 29 son exóticas,
La flora que se encuentra en el área protegida se compone de un bosque de coníferas y encinos, en cuanto a fauna se encuentran ardillas, aves, conejos, coyotes, reptiles, roedores, teporingos y tlacuaches.

## Clima
El área protegida se ubica en una altitud aproximada entre los 2200 m s. n. m. a los 4680 m s. n. m., en esta región se registra una temperatura media anual de 3.9 °C que es una de las más bajas en México.